# Marxism Today
Marxism Today war die von der Kommunistischen Partei Großbritanniens (CPGB) herausgegebene theoretische Zeitschrift.

## Geschichte
Sie ging aus der Vierteljahreszeitschrift Marxism Quarterly (bis 1954 Modern Quarterly) hervor, die im Zuge der schweren Parteikrise 1956/1957 eingestellt wurde. Marxism Today erschien ab September 1957 monatlich und führte den Untertitel Theoretical and Discussion Journal of the Communist Party. Als Herausgeber fungierte bis 1977 der Historiker James Klugmann. Unter dessen – unter anderem von Eric Hobsbawm empfohlenen – Nachfolger Martin Jacques spielte die Zeitschrift ab November 1977 eine wichtige Rolle bei den Fraktionskämpfen in der CPGB, in denen sie als aktivster Anwalt des eurokommunistischen Flügels hervortrat. 
In der zweiten Hälfte der 1980er Jahre verabschiedete sich die Zeitschrift nahezu vollständig von marxistischen Positionen und fungierte – obwohl offiziell bis zuletzt ein Organ der CPGB – als Diskussionsplattform einer linksliberalen, in der Hauptsache akademischen Öffentlichkeit. In dieser Phase zog sie Autoren wie Ralf Dahrendorf, André Gunder Frank, Louis Althusser, Ernesto Laclau, David Marquand und Chantal Mouffe an. Mit der Dezember-Ausgabe 1991 stellte die Zeitschrift ihr Erscheinen ein. Im letzten Heft druckte die Redaktion unter anderem einen Leserbrief des damaligen Geschäftsführers der Conservative Party (Chris Patten) ab, in dem dieser – mit Blick auf die Rolle der Zeitschrift in den Jahren zuvor durchaus doppelbödig – wissen ließ: „I shall miss you.“ Der Herausgeber des Morning Star und langjährige innerparteiliche Gegner von Jacques, Tony Chater, schrieb dagegen an gleicher Stelle, dass Marxism Today „has gradually turned into an eclectic, yuppified magazine of little interest to most marxists.“
Das Ausmaß der Verantwortung von Marxism Today für den Niedergang und die schließliche (Selbst-)Auflösung der CPGB ist Gegenstand einer anhaltenden Kontroverse.